# Central American and Caribbean Sea and Beach Games 2022/Beachhandball/Frauen
Für des Beachhandball-Turnier der Frauen der ersten Central American and Caribbean Sea and Beach Games 2022 konnten sich sechs Mannschaften qualifizieren.
Die Kader und Statistiken finden sich auf dieser Unterseite.

## Turnierverlauf
Qualifiziert waren die Gastgeberinnen aus Venezuela sowie als zweiter Vertreter der Süd- und mittelamerikanische Handballkonföderation (SCAHC beziehungsweise COSCABAL) Kolumbien. Für die Handballkonföderation Nordamerikas und der Karibik (NACHC beziehungsweise NORCA) die bei den Nor.Ca. Beach Handball Championships 2022 in Acapulco qualifizierten sich Mexiko, die Dominikanische Republik sowie Puerto Rico. Mannschaften aus Mittelamerika waren nicht bei den Qualifikationsturnieren am Start und konnten sich somit nicht qualifizieren. Das Feld komplettierte Martinique, das im Rahmen des Turniers sein internationales Debüt bei einem internationalen Top-Turnier gab. Das Turnier wurde in einer Vorrunde mit Spielen aller Mannschaften gegeneinander ausgetragen, die besten vier Mannschaften spielten dann in Halbfinalen und dem Finale und dem Spiel um Bronze die Medaillen aus, die beiden letztplatzierten Teams der Vorrunde spielten in einem Spiel den fünften Rang aus.
Favoriten auf den Sieg waren die amtierenden Nordamerika- und Karibikmeisterinnen Mexiko sowie die Gastgeberinnen aus Venezuela, die sich vor heimischem Publikum meist recht gut präsentieren. Außenseiterchancen auf den Sieg und als weitere Medaillenkandidaten galten Kolumbien und die Dominikanische Republik, Puerto Rico wurden Außenseiterchancen eingeräumt. Einzig Debütantin Martinique war als im Kampf um die Medaillen aussichtslos anzusehen. Die Mannschaft Mexikos wurde von Beginn ihrer Favoritenrolle gerecht und gewann die ersten vier ihrer Gruppenspiele. Nur das letzte Spiel wurde nach schon fest stehendem Gruppensieg gegen Puerto Rico im Shootout verloren, das noch um seinen Einzug in das Halbfinale kämpfte. Somit zogen Mexiko und die Gastgeberinnen mit je vier Siegen in die Finalrunde, Kolumbien gewann drei seiner fünf Spiele. Der letzte Platz ging an die Dominikanische Republik, die wie Puerto Rico zwei Spiele in der Vorrunde gewonnen hatte, aber eine bessere Satzbilanz aufwies.
Die Halbfinals wurden nach dem bisherigen Turnierverlauf erwartungsgemäß von Mexiko und Venezuela gewonnen, beide Mannschaften mussten dazu aber bis in den Shootout. Das Spiel um den fünften Platz gewann ebenfalls erwartungsgemäß Puerto Rico, womit Martinique als einzige Mannschaft im Turnier ohne Sieg und ohne Satzgewinn blieb. Die Bronzemedaille gewann Kolumbien deutlich gegen die Dominikanische Republik, vor allem im zweiten Satz zeigte sich die Mannschaft deutlich überlegen. Auch das Finale gewann Mexiko deutlich gegen Venezuela und gewann damit ihren zweiten Titel 2022.

### Vorrunde
| R | Verein                  | Spiele | Spiele | Spiele | Sätze | Sätze | Sätze | Tore | Tore | Tore | Pu |
| R | Verein                  | Sp     | S      | N      | G     | V     | +-    | T+   | T-   | +-   | Pu |
| - | ----------------------- | ------ | ------ | ------ | ----- | ----- | ----- | ---- | ---- | ---- | -- |
| 1 | Mexiko                  | 5      | 4      | 1      | 9     | 2     | +7    | 225  | 156  | +69  | 8  |
| 2 | Kolumbien               | 5      | 4      | 1      | 8     | 2     | +6    | 193  | 157  | +36  | 8  |
| 3 | Venezuela               | 5      | 3      | 2      | 6     | 5     | +1    | 154  | 164  | −10  | 6  |
| 4 | Dominikanische Republik | 5      | 2      | 3      | 5     | 6     | −1    | 171  | 174  | −3   | 4  |
| 5 | Puerto Rico             | 5      | 2      | 3      | 4     | 7     | −3    | 170  | 196  | −26  | 4  |
| 6 | Martinique              | 5      | 0      | 5      | 0     | 10    | −10   | 147  | 213  | −66  | 0  |

| W01 | 20.11. 08:00 Uhr | Mexiko                  | – | Venezuela               | 2:0 (19:18, 20:10)      |
| W02 | 20.11. 08:00 Uhr | Martinique              | – | Dominikanische Republik | 0:2 (20:24, 14:15)      |
| W03 | 20.11. 08:45 Uhr | Kolumbien               | – | Puerto Rico             | 2:0 (28:12, 20:18)      |
| W04 | 20.11. 10:15 Uhr | Puerto Rico             | – | Martinique              | 2:0 (17:10, 29:24)      |
| W05 | 20.11. 10:15 Uhr | Dominikanische Republik | – | Mexiko                  | 0:2 (16:21, 23:23)      |
| W06 | 20.11. 11:00 Uhr | Venezuela               | – | Kolumbien               | 0:2 (15:18, 11:16)      |
| W07 | 21.11. 08:45 Uhr | Martinique              | – | Mexiko                  | 0:2 (11:23, 13:25)      |
| W08 | 21.11. 09:30 Uhr | Kolumbien               | – | Dominikanische Republik | 2:0 (21:16, 15:14)      |
| W09 | 21.11. 09:30 Uhr | Puerto Rico             | – | Venezuela               | 0:2 (13:15, 16:20)      |
| W10 | 21.11. 11:00 Uhr | Martinique              | – | Venezuela               | 0:2 (11:15, 19:20)      |
| W11 | 21.11. 11:45 Uhr | Mexiko                  | – | Kolumbien               | 2:0 (25:12, 21:18)      |
| W12 | 21.11. 11:45 Uhr | Dominikanische Republik | – | Puerto Rico             | 2:0 (19:16, 14:12)      |
| W13 | 22.11. 09:30 Uhr | Venezuela               | – | Dominikanische Republik | 2:1 (11:19, 15:10, 4:3) |
| W14 | 22.11. 09:30 Uhr | Mexiko                  | – | Puerto Rico             | 1:2 (15:18, 29:16, 2:3) |
| W15 | 22.11. 10:15 Uhr | Kolumbien               | – | Martinique              | 2:0 (27:11, 18:14)      |

### Finalrunde
| Halbfinale | Halbfinale              | Halbfinale |  |  | Finale           | Finale                  | Finale   |
|            |                         |            |  |  |                  |                         |          |
| VR1        | Mexiko                  | 2          |  |  |                  |                         |          |
| VR4        | Dominikanische Republik | 1          |  |  | Endspiel         | Endspiel                | Endspiel |
|            |                         |            |  |  | HF1              | Mexiko                  | 2        |
|            |                         |            |  |  | HF2              | Venezuela               | 0        |
| VR2        | Kolumbien               | 1          |  |  |                  |                         |          |
| VR3        | Venezuela               | 2          |  |  |                  |                         |          |
|            |                         |            |  |  | Spiel um Platz 3 |                         |          |
|            |                         |            |  |  | HF1              | Dominikanische Republik | 0        |
|            |                         |            |  |  | HF2              | Kolumbien               | 2        |
|            |                         |            |  |  |                  |                         |          |
|            |                         |            |  |  | Spiel um Platz 5 |                         |          |
|            |                         |            |  |  | VR5              | Puerto Rico             | 2        |
|            |                         |            |  |  | VR6              | Martinique              | 0        |
|            |                         |            |  |  |                  |                         |          |

Halbfinals
| W17 | 23.11. 09:00 Uhr | Mexiko    | – | Dominikanische Republik | 2:1 (18:21, 22:13, 5:4)  |
| W18 | 23.11. 09:45 Uhr | Kolumbien | – | Venezuela               | 1:2 (10:15, 21:16, 8:10) |

Spiel um Platz 5
| W16 | 23.11. 09:00 Uhr | Puerto Rico | – | Martinique | 2:0 (18:14, 12:9) |

Spiel um Platz 3
| W19 | 23.11. 14:15 Uhr | Dominikanische Republik | – | Kolumbien | 0:2 (12:15, 10:22) |

Finale
| W20 | 23.11. 15:45 Uhr | Mexiko | – | Venezuela | 2:0 (24:14, 22:16) |

## Siegerinnenmannschaften
| Gold | Silber | Bronze |
| --- | --- | --- |
| MexikoLucía Alejandrina Berra Ávalos Ana Teocalli Hernández Gutiérrez Andrea Jetzary de León Darán Claudia Macías Hermosillo Martha Eugenia Mejía Meza Gabriela Yael Salazar Gutiérrez (TW) Edna Viridiana Uresty Valencia Adela del Socorro Valenzuela Bonilla (TW) Itzel Esmeralda Vargas Cortés Aída Angélica Zamora | VenezuelaIskary Ailin Águilar Vargas Maikelly Michelle Cedeño Bracho Luz Alejandra Colina Miquilena Oriana Alexandra Fuentes Villaroel Gabriela Yariscar Gámez Gómez Yarketzi Yamiret Moreno Rengifo Frannelly Juvileth Polanco Garces Miraidy Jackelin Suárez Ruiz Milangela Coromoto Tovar Hospedales Hernairy Teresa Vargas | KolumbienAngie Paola Asprilla Rivas María José Becerra Salas Tatiana Cano Vargas María Clara Estrada Castaño Susana Estrada Castaño Daniela Ortiz Jarapa Yesica Paola Julio Lady Laura Parejo Royero Daisy Solís Valencia Carolina Uribe Ospina |